# Gabriola australis
Gabriola australis là một loài bướm đêm trong họ Geometridae.